# Schloss Vaux-le-Vicomte

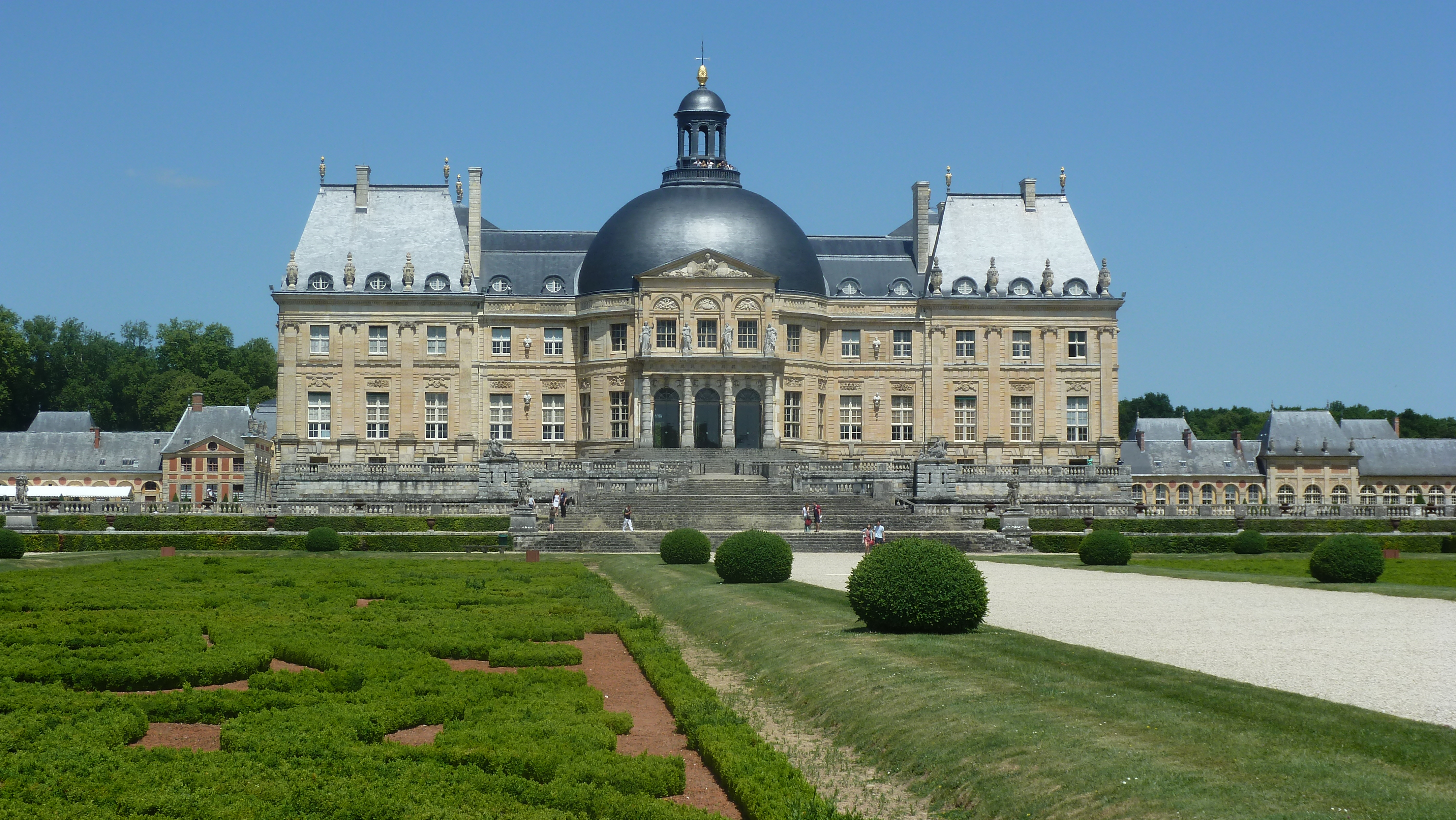
Château de Vaux-le-Vicomte – Gartenseite (Juni 2015)

Schloss Vaux-le-Vicomte im französischen Maincy, bei Melun im Département Seine-et-Marne (Region Île-de-France) und sein Park wurden in den Jahren 1656 bis 1661 im Auftrag des französischen Finanzministers Nicolas Fouquet nach Plänen des Architekten Louis Le Vau und des Gartenarchitekten André Le Nôtre errichtet. Sie stehen am Anfang der Entwicklung des französischen barocken Klassizismus. Die Innenausstattung entwarf der Maler Charles Lebrun, der zur Ausführung Pierre Mignard und Pierre Puget hinzuzog.

## Geschichte

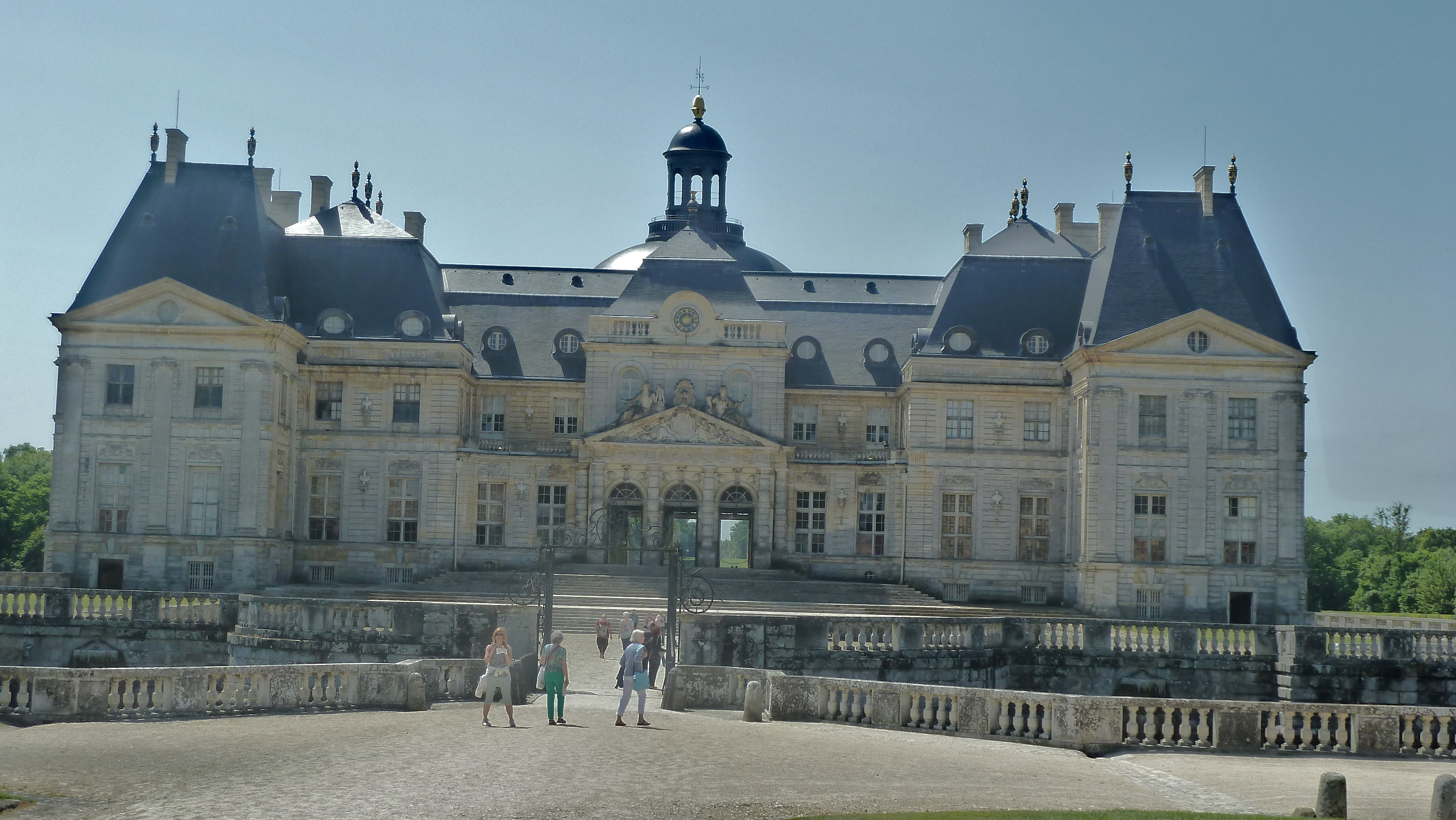
Château de Vaux-le-Vicomte – Front und Eingangsportal (Juni 2015)

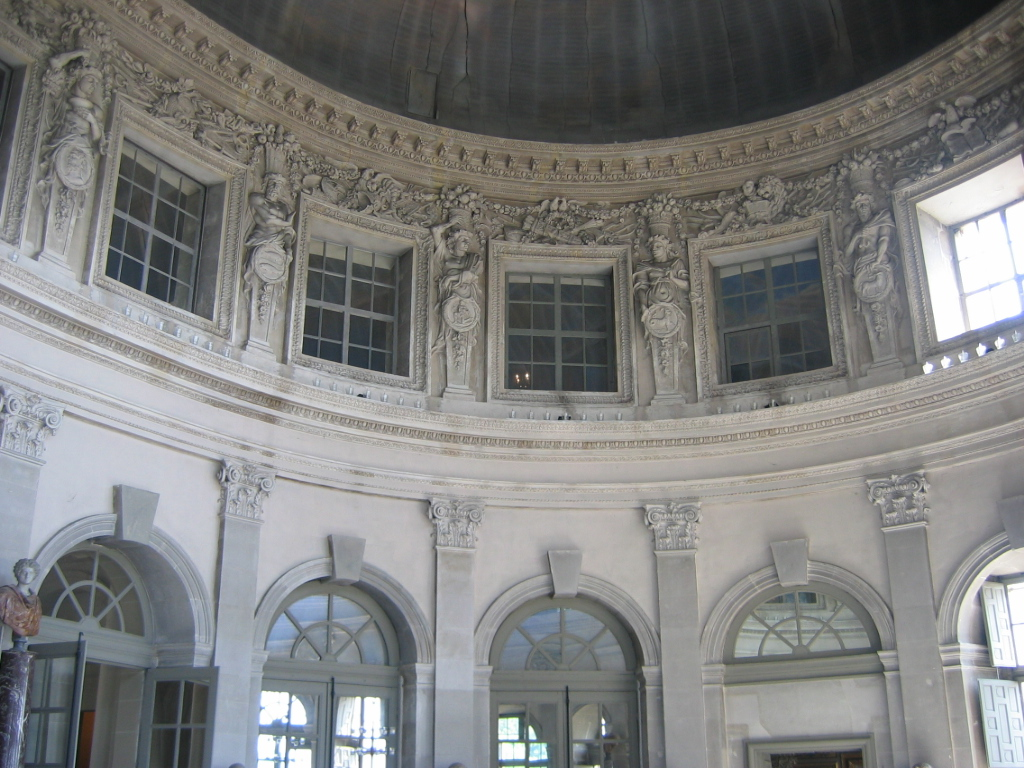
Château de Vaux-le-Vicomte – Blick in die Kuppel des Schlosses

Der Anlage, die neben dem Garten auch einen weitläufigen Park umfasste, mussten insgesamt drei Dörfer weichen. Am 17. August 1661 veranstaltete Nicolas Fouquet zu Ehren von König Ludwig XIV., der aus seinem Schloss Fontainebleau anreiste, ein opulentes Fest mit 6.000 erlesenen Gästen. Neben der verschwenderischen Inszenierung der Festlichkeiten in Schloss und Park (unter anderem durch den berühmten François Vatel) erregte vor allem das prunkvolle Interieur und das massiv goldene Tischgeschirr Fouquets Aufsehen. Das gesamte Haus war ausgestattet mit teurem Brokat, Spiegeln und Marmortischen mit vergoldeten Füßen. Der König, dessen verschiedene Schlösser in und um Paris dem neuartigen Konzept von Vaux-le-Vicomte nichts Vergleichbares entgegenzusetzen hatten, soll über die öffentliche Zurschaustellung von Fouquets Reichtum verärgert gewesen sein, was seine schlechte Meinung über Fouquet vertiefte. Drei Wochen nach dieser prunkvollen Einweihungsfeier ließ er Fouquet am 5. September 1661 verhaften, da dieser Staatsgelder veruntreut und eine Festung ohne Zustimmung des Königs erbaut hatte, womit er aus Sicht des Königs eine Gefahr für den Staat darstellte. Aus der Fouquet-Affäre entwickelte sich später die Legende, Ludwig XIV. habe seinen Finanzminister allein aus Neid über Vaux-le-Vicomte verhaften lassen. Dies ist wenig wahrscheinlich, denn Fouquets Absetzung und Inhaftierung war im August 1661 schon lange beschlossen. Dennoch wurde durch diese Legende die Schönheit des Schlosses nicht nur in der Kunstgeschichte unsterblich. Heute lautet einer der Werbeslogans der Domäne Vaux: Das Schloss, das den Neid des Sonnenkönigs erregte.
Ludwig XIV. beauftragte noch im selben Jahr die drei prägenden Künstler von Vaux-le-Vicomte (Le Vau, Le Brun und Le Nôtre), das kleine Jagdschloss Versailles um- und auszubauen.

### Grundstückserwerb und Bauvorbereitungen
Lange vor Baubeginn erwarb im Februar 1641 Fouquet die ersten Baulandflächen, erst 1656 konnte er das Bauland komplettieren. Es erstreckte sich über eine hügelige Fläche von 500 Hektar, die von kleineren Bächen durchzogen war. Le Vau begann vermutlich noch 1655 mit den Entwürfen für das Schloss, Baubeginn war am 26. Februar 1656, die Fundamente waren im August 1656 fertiggestellt.

### Rohbau und Ausbau
Der Rohbau des Schlosses wurde im September 1657 fertiggestellt, Le Brun begann im September 1658 mit seinen Malerarbeiten.  Le Nôtre begann vermutlich um 1656 mit der Planung der weitläufigen Gartenanlage, die die landschaftlichen Gegebenheiten (Bachläufe, hügeliges Gelände) berücksichtigen musste.

### Weitere Eigentümer
Nach dem Gefängnistod Fouquets verkaufte seine Familie 1701 das Schloss an den französischen General Claude-Louis-Hector de Villars, das daraufhin in Vaux-Villars umbenannt wurde. Ludwig XIV. erhob kurz darauf Vaux für die Verdienste seines Besitzers im spanischen Erbfolgekrieg zum Herzogtum.
1875 ersteigerte es der Industrielle Alfred Sommier bei einer Kerzenauktion. Er ließ das Schloss bis 1893 renovieren und die heruntergekommenen Gärten wiederherstellen. 1911 gab dessen Nachfahre Edme Sommier eine weitere Renovierung in Auftrag. Zwischen 1939 und 1942 wurde das Schloss von deutschen Truppen besetzt.
Seit 1968 ist das immer noch im Privatbesitz befindliche Schloss der Öffentlichkeit zugänglich. Heute gehört es den Grafen von Vogüé. 2022 hatte es mehr als 350.000 Besucher. 1983 wurde ein Förderverein gegründet.

## Gesamtanlage

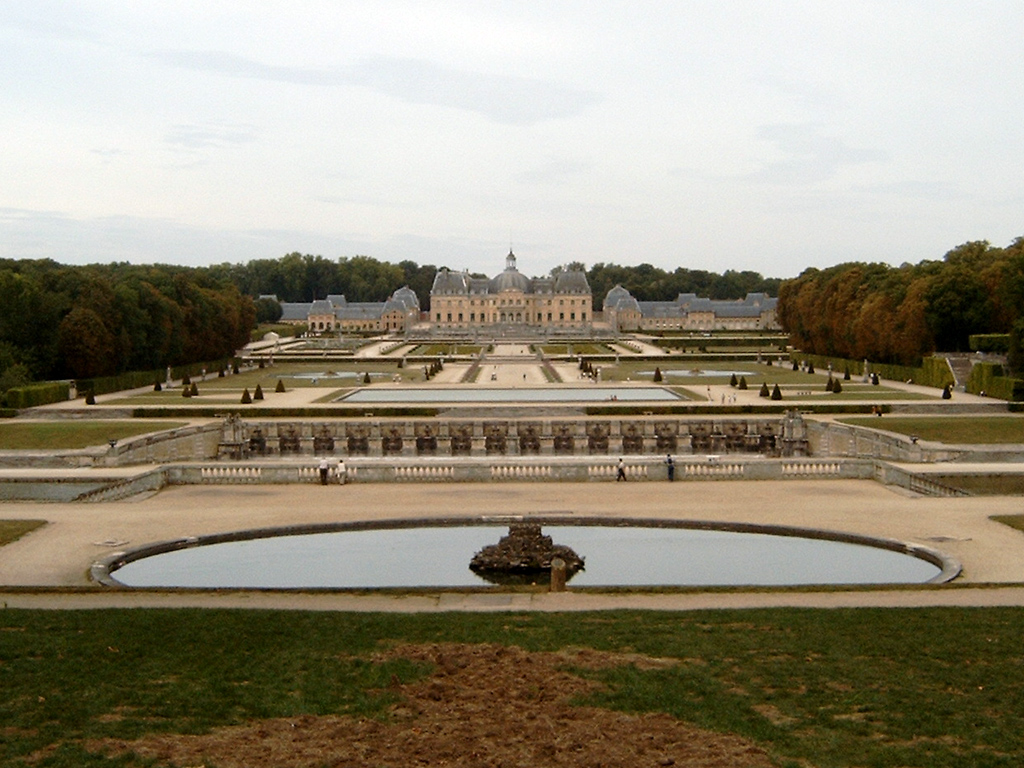
Château de Vaux-le-Vicomte – Die Anlage aus Sicht der Herkulesstatue

Vaux-le-Vicomte übertrifft an Pracht und an gestalterischer Konsequenz alle bis dahin in Frankreich bekannten Schlösser und Gärten. Nie zuvor waren die Anfahrt, die Höfe und Nebengebäude, der Wohnbau selbst und der Garten einer so strengen, alles übergreifenden Ordnung unterworfen worden. Die gesamte Anlage gliedert sich hierarchisch, symmetrisch und axial. Bereits auf der Nordseite versammelt ein Fünfstrahl mit hervorgehobener Mittelachse die räumlichen Kräfte und führt sie auf den Vorhof und den Ehrenhof. Da ehemals im Mittelbereich des Wohnbaus Fenster und Türen offen waren, konnte die Hauptachse noch besser durch das Gebäude hindurch bis in den symmetrisch angelegten Garten verfolgt werden, wo sie über die Parterres samt rahmenden Bosketten bis in den fernen Waldbereich führt.
Die Gesamtanlage besteht aus drei Bereichen, die untereinander in enger Verbindung stehen: die Vorhöfe und die Fassade des Schlosses, die Innenarchitektur und Ausstattung und die sich hinter dem Schloss erstreckende Gartenanlage.

## Vorhof und Wirtschaftsgebäude
Rechts und links des Schlossvorhofs (französisch: Avant-cour) befinden sich die – äußerlich symmetrisch angelegten – Wirtschaftsgebäude (französisch: Communs): Stallungen, Dienstbotenquartiere sowie die Schlosskapelle. Ihre Architektur weist im Unterschied zum Corps de Logis Ziegelflächen mit Hausteingliederung auf. Die östliche Anlage ist Besuchern nicht zugänglich; in der westlichen befinden sich ein Kutschenmuseum und das Besucherzentrum mit Shop und Restaurant.

## Corps de Logis

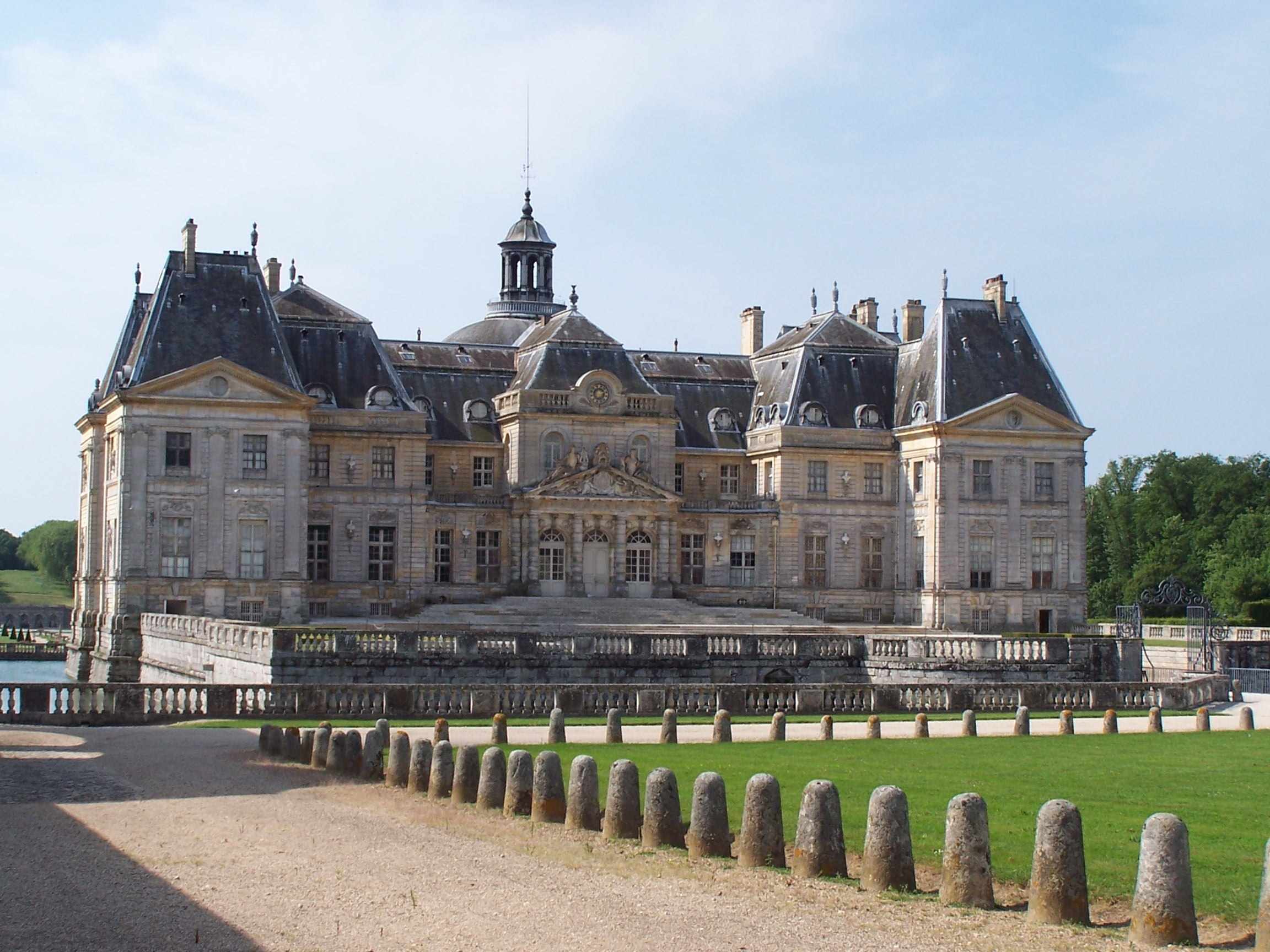
Frontansicht des Schlosses

Das Corps de Logis des Schlosses ist wie eine Burg von Wassergräben umgeben, die aber hier keine wehrtechnische Bedeutung haben, sondern als Würdeformel zu verstehen sind. Das Gleiche gilt für die turmartigen Pavillons mit ihren Steildächern an den Ecken. Die Pavillons sind außen durch eine beide Geschosse zusammenfassende ionische Kolossalordnung mit Pilastern gegliedert – betont altmodisch in der regelwidrigen Ausbildung zweiachsiger Fassaden zum Hof und an den Schmalseiten. Ein aus dem Sakralbau entliehenes Element ist der quer-ovale Mittelpavillon der Gartenseite, dessen Kuppeldach von einer Laterne bekrönt wird. Der Außenbau wird durch Büsten geschmückt, und es findet sich immer wieder das Wappentier Fouquets, das Eichhörnchen.
Bei diesem Corps de logis, das durch seine Inselplattform und den Sockel bereits hervorgehoben ist, war es möglich, die repräsentativen Wohn- und Gesellschaftsräume im Erdgeschoss unterzubringen, was eine enge Verbindung zum Garten erlaubt. Auf ein repräsentatives Treppenhaus konnte so verzichtet werden.
Das Corps de logis hat einen streng symmetrischen Grundriss. Vom Ehrenhof aus, dessen Seitenflügel nur wenig vortreten, betritt man zunächst das Vestibül und dann den Grand Salon in der Mitte der Gartenseite. Zum Garten hin waren die Fenster und die mittlere Tür dieses großen Saales einst offen. So bot sich bereits hier ein imposanter Fächerblick über die Gartenanlage. Der Saal ist zweigeschossig, ein sogenannter Salle à l'Italienne. Unten gliedert eine Pilasterordnung die Wände. Im Geschoss darüber befinden sich sechzehn kuppeltragende Figuren, welche die zwölf Monate und die vier Jahreszeiten darstellen. Da die Kuppeldecke zum Zeitpunkt der Verhaftung Fouquets noch nicht ausgemalt war, sind im Kuppelsaal heute die Studien Le Bruns für die Deckengemälde ausgestellt.
Vom Salon gehen symmetrisch nach beiden Seiten die Wohnungen ab, deren Räume mit axial ausgerichteten Türen eine durch das ganze Gebäude gehende Enfilade bilden. Die östliche Wohnung war als Appartement du roi für den königlichen Gast bestimmt, die westliche für den Hausherrn. Jede Wohnung weist zunächst ein Vorzimmer (französisch: antichambre) auf. Von dort gelangt man in das eigentliche Zimmer (chambre), einen multifunktionalen Schlaf-, Wohn- und Empfangsraum. Das anschließende Kabinett (französisch: cabinet) hat die Funktion eines Rückzugsraumes.
Im Inneren sind wegen des mehrfachen Besitzerwechsels die Wanddekorationen zwar zu einem großen Teil erhalten, das ursprüngliche Mobiliar fehlt jedoch. Die heutige Einrichtung ist eine moderne museale Präsentation. Beeindruckend ist das für den König bestimmte Zimmer (französisch: Chambre du roi). Das Schloss enthält das erste ausdrücklich als solches geplante und genutzte Speisezimmer Frankreichs.

## Garten

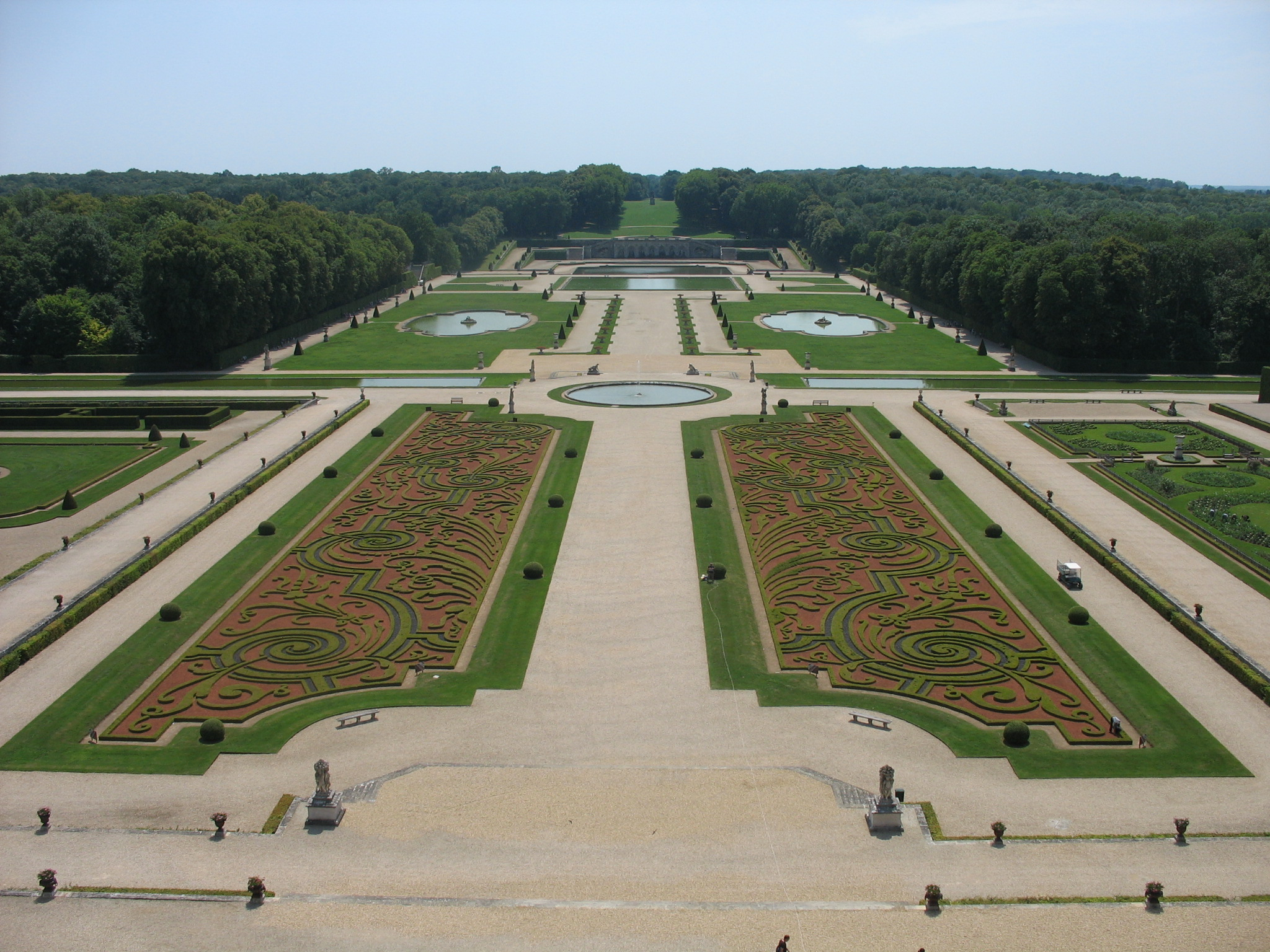
Garten aus Sicht der Laterne

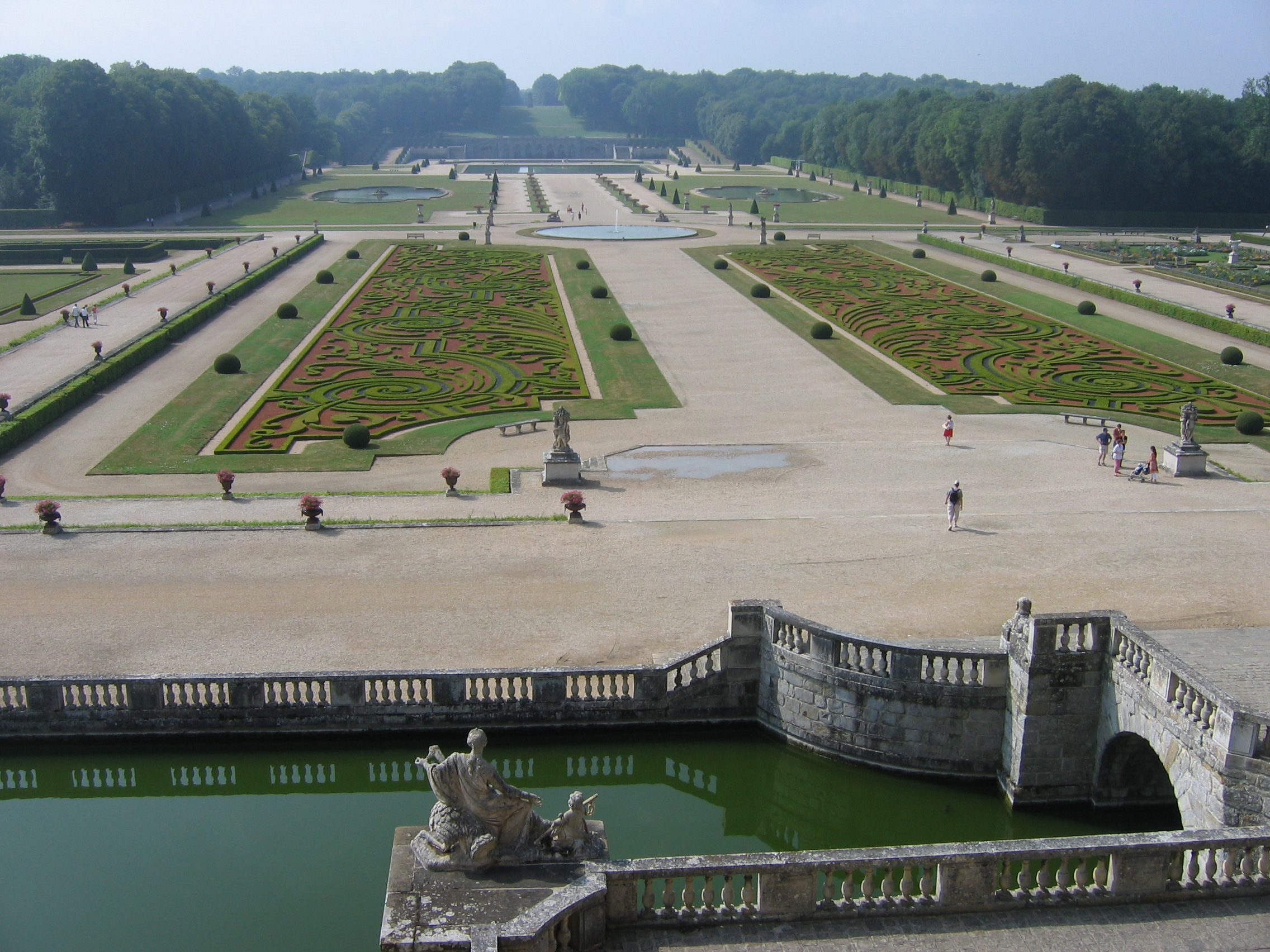
Garten aus Sicht der Terrasse

Die 73 Hektar umfassende Gartenanlage ist von André Le Nôtre im französischen Stil angelegt; er gilt als erster Barockgarten Frankreichs. Er nimmt die Grundidee der Gärten von Versailles vorweg.
Schloss und Garten sind eng miteinander verbunden, im Garten herrscht eine streng geometrische Ordnung. Vom Schloss gelangt man über eine breite Treppe zu einer Brücke, die über den das Schloss umgebenden Wassergraben zum Broderieparterre, dem Beginn des Gartens, führt. Eine große Allee, eingesäumt von Wasserkandelabern, bildet die Hauptachse des Gartens. Sie endet an einem Wasserbecken und einer Wand von Arkaden. Auffallend ist die geometrische Anordnung: So sind von der Schlossterrasse aus die quer verlaufenden Bassins des Flusses Almont nicht zu sehen, sondern tauchen durch die verschiedenen Höhenebenen beim Spazieren im Park wie von Zauberhand plötzlich auf. Auffallend sind die klaren Sichtachsen, die sich vom Schloss aus sowie von bestimmten Punkten des Parks durch die Anlage und die umgebenden Parkwälder ergeben.
An einem Wasserbecken stehen Skulpturen der personifizierten Flüsse Tiber und Anqueil. Ein Fischteich spiegelt als Spiegelweiher das Schloss im Ganzen wider. Der vom Schloss entfernteste Punkt des Geländes ist ein Hügel mit einer Kopie der Statue des Herkules von Farnese, von der aus sich fast die gesamte Anlage erfassen lässt.
An bestimmten Sommertagen werden die Wasserspiele des Gartens in Betrieb gesetzt, die noch im Originalzustand sind und aus einem Regenwasserbassin durch Schwerkraft betrieben werden.
Die Buchsbaumparterren wurden 2014 durch Pilzbefall vernichtet und wurden durch Metallstreifen ersetzt.

## Das Schloss heute
Das Schloss befindet sich im Besitz der Adelsfamilie de Vogüé und ist in den Sommermonaten für Besichtigungen zugänglich. Ein besonderes Ereignis sind die Visites aux chandelles, die Besuche bei Kerzenschein; an bestimmten Abenden werden Schloss und Park in das Licht von 2000 Kerzen getaucht. Die Innenräume sind überwiegend im Stil der Bauzeit des Schlosses möbliert. Fast schon einzigartig in Frankreich ist die Besichtigung des Dachstuhls der Kuppel und der Zugang zur krönenden Laterne des Schlosses. Im Kutschenmuseum sind restaurierte oder nachgebaute Gefährte ausgestellt.
Vaux-le-Vicomte wird oft als Filmkulisse verwendet, so etwa in James Bond – Moonraker, Das Halsband der Königin, Marie Antoinette, Der Profi oder in der neueren Verfilmung von Der Mann in der eisernen Maske.
Jährlich kommen rund 300.000 Besucher, die mit Eintrittskarten und Merchandising zu etwa 70 % der Budgetausgaben von 1,3 Millionen Euro beitragen. Davon werden 52 % für die Gärten und 36 % für die Gebäude ausgegeben, die von 81 Angestellten betreut werden.
Seit 1996 steht das Schloss auf der Vorschlagsliste Frankreichs zum UNESCO-Welterbe.

## Lage
Das Schloss liegt 55 km südöstlich von Paris und kann über die (Autoroute A6 Richtung Fontainebleau bis Melun, von dort 6 km über die D636 und D215 zum Schloss) erreicht werden. Eine Eisenbahnverbindung mit dem Transilien der Linie P (Richtung Provins) ab Paris Gare de l’Est führt bis Verneuil l’Etang, von dort aus fahren Taxen und ein Pendelbus bis zum Schloss. Zwischen dem 31. März und dem 31. Oktober (ausgenommen dienstags) fährt ein Bus direkt vom Pariser Stadtzentrum und wieder zurück.

## Sonstiges
Champ d’Or, ein schlossartiges Gebäude dreißig Meilen nördlich von Dallas, ähnelt dem Schloss Vaux-le-Vicomte.
Ein am 20. September 2019 bekannt gewordener Raubüberfall, bei dem die Eigentümer des Schlosses gefesselt wurden, verursachte laut Angaben der Staatsanwaltschaft einen Schaden von etwa zwei Millionen Euro.

## Filme
- André Le Nôtre. Der Gärtner des Königs. Dokumentation, Frankreich 2013, 52 Min. (besonders auch über die Entwicklung von Vicomte, auch als sein Referenzobjekt für Versailles)